# Berteștii de Jos
Berteștii de Jos is een Roemeense gemeente in het district Brăila.
Berteștii de Jos telt 3165 inwoners.